# Kniha Thel

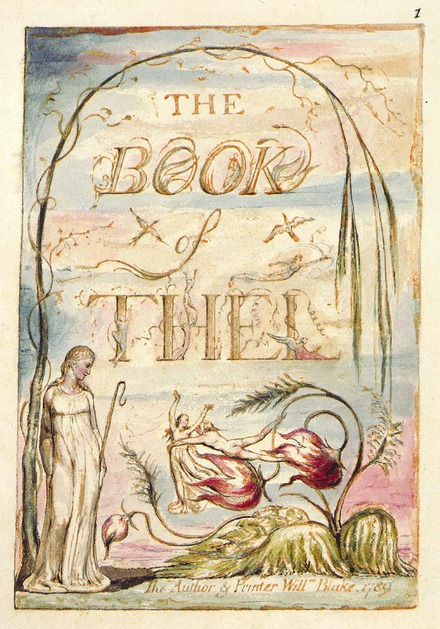
William Blake: Kniha Thel, Výtisk O, deska 1. Výtisk O, součást sbírky Knihovny Kongresu, je jedním ze dvou výtisků Thel z let 1815-18; druhou je Výtisk N, součást sbírky Muzea umění v Cincinnati.

Kniha Thel (z angl. originálu The Book of Thel) je báseň anglického básníka, malíře a tiskaře Williama Blakea z roku 1789, napsaná byla však pravděpodobně v období mezi 1788 a 1790. Kniha je ilustrovaná doskami vytvořenými samotním Blakem a ve srovnání s jeho pozdějšími prorockými knihami je relativně krátká a mnohem srozumitelnější. Předcházela jí báseň Tiriel, kterou Blake zanechal jen jako manuskript. Několik řádků z Tiriel bylo začleněno i do Knihy Thel . Většina básně je psaná v nerýmovaném verši.
Tato kniha se skládá z osmi desek provedených iluminovaným tiskem. Dosud se ví o existenci šestnácti kopií původního výtisku z let 1789 – 1793. Tři kopie opatřené vodoznakem z roku 1815 jsou farebně výrazně propracovanější než ostatní.

## Motto Thel
Copak orel ví, co je v propasti?
Nebo krtka chceš se ptát?

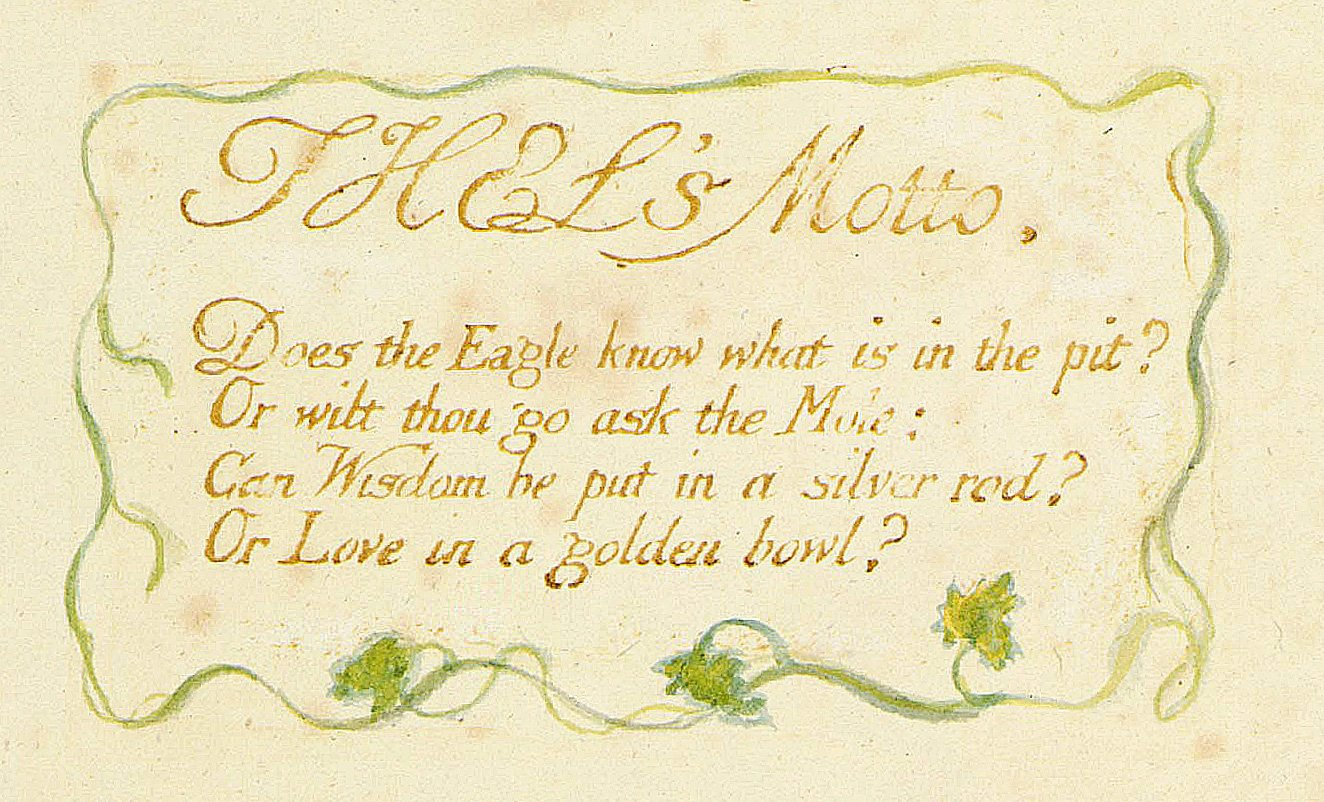
Deska 01 Knihy Thel s Theliným mottem. Tato verze obrázku pochází z výtisku F, který je aktuálně uložen v Knihovně Kongresu.

Stříbrnou holí moudrost změřit chceš?

Lásku zlatou číší snad?
Thelino motto lze pojímat jako Blakeovo odmítání anglikánské církve. Třetí verš, a zejména slovní spojení „stříbrná hůl”, představuje žezlo nebo hůl, která se zvykla používat v tradičním královském majestátu nebo dokonce mezi vysoce postavenými cirkevními hodnostáři před nástupem nacionalismu a následným pádem papežství v 16. a 17. století. Motto dále vyjadřuje pochybnosti o tom, jestli lásku lze nalézt ve „zlaté číši”. Obraz zlaté číše odkazuje na kalich, který se zvedá, když kněží v křesťanské tradici slaví eucharistii. Náboženské konotace hole a číše pomáhají vysvětlit zklamání, které mnoho romantických spisovatelů, zejména William Blake, pociťovalo v souvislosti se státní církví. Tento typ teologického odcizení je v souladu s revolučními a povstaleckými náladami tehdejší doby. Další interpretace stříbrné hůli a zlaté číše je jejich reprezentace mužských a ženských genitálií. Moudrost spočívá v mužských orgánech a láska v ženských orgánech. Je důležité brát v potaz i fakt, že Blake vytesal desku „Motto“  až poté, co sepsal prvních pět desek. Data dále naznačují, že Deska s Mottem a Deska 6 byly vytvořeny zároveň s ostatními nebo v těsné následnosti po nich.

## Příběh
Dcery Serafinů jsou všechny pastýřky v Údolí Har, kromě nejmladší Thel. Ta tráví čas samotná, jen tak bloudí a snaží se najít odpověď na otázku, která ji sužuje: proč jaro života nevyhnutelně slábne a všechno tak musí dojít ke konci? Potkává konvalinku, která se ji snaží uklidnit. Jelikož Thelino znepokojení pořád přetrvává, konvalinka ji pošle dál, aby se zeptala mráčku. Mráček jí vysvětluje, že i on je součástí přirozeného procesu, a přestože někdy vyprchá, nikdy není nenávratně pryč. Thel odpoví, že není jako mráček a když zmizí, už se nevrátí. Mráček jí tedy navrhuje položit stejnou otázku červovi. Červ je ještě dítě a nemůže jí odpovědět. Místo toho odpovídá červova matka, hrouda hlíny. Hlína vysvětluje, že nežijeme pro sebe, ale pro ostatní. Zve Thel, aby vstoupila do její podzemní říše a uzřela temné vězení mrtvých, kde jednoho dne bude pobývat samotná Thel. Thel však přepadnou tajemné hlasy, které jí kladou celou řadu ještě hroznějších existenčních otázek. Thel hlasně vykřikne a prchá zpět do svého domova v Údolí Har. Propast v příběhu představuje sex a smrtelnost života, zatímco Údolí Har představuje panenství a věčnost. První část básně ukazuje dobrou část života jako v Písních nevinnosti, zatímco závěrečná část ukazuje, že život je plný trápení, kde úsměvy nikdy nejsou vidět, jako v Písních zkušenosti.

## Nevinnost vs. Zkušenost
V Knize Thel je Údolí Har popsáno jako edenský ráj, který žil v harmonii; svět, kde déšť živí květiny a hrouda hlíny živí novorozeného červa. Všeobecné přesvědčení v tomto světě mezi postavami je takové, že „vše, co žije, nežije samo, ani pro sebe“. Thel si přeje vstoupit do světa zkušenosti a zanechat za sebou svůj nevinný ráj. Jakmile však Thel vstoupí do světa zkušenosti, krčí se hrůzou při pomyšlení na smrtelnost a zbytečnost lidských bytostí, když každý čin vede jen k hrobu. Toto může být také interpretováno jako obavy Thel ze ztráty nevinnosti a panenství při vstupu do světa sexuality dospělých. Jinými slovy, Thelin strach z dospívání je to, co jí brání skutočně žít. Když uprchne ze zkušeného světa, protože se jí jeví jako její náhrobek, nevědomky prchá před životem samotným. William Blake se do hloubky zaměřuje na konflikt mezi nevinností a zkušeností a zjišťuje, že nevinnost musí mít i vznešenější význam, jenž je získán pouze utrpením, kterého Thel nikdy nedosáhne, pokud se nechá ovládnout strachem z toho, že se vystaví risku. Představa, že Thelin budoucí život je jen životem zoufalství a smrti, lze vykládat jako další příklad zkreslené perspektivy, kterou Thel má. Thel je překvapena svou genialitou a tvrdí, že svět zkušenosti vypadá jako „komora hrůz“. Někteří dále tvrdí, že červ se podílí na konfliktu mezi nevinností a zkušeností. Červ mluví jako posel světa zkušeností a jeho slova Thel nemůže slyšet, protože červ není součástí její říše. Červ mluví o falické sexualitě a zaručené smrti. Když přenechá hlas hroudě hlíny, ta slouží jako mediátor. Hrouda hlíny funguje jako propojení mezi nevinností a zkušeností.